# Stavovi Hjuberta Drajfusa o veštačkoj inteligenciji
Hjubert Drajfus bio je kritičar istraživanja veštačke inteligencije. U nizu radova i knjiga, uključujući Alhemiju i veštačku inteligenciju (1965), Šta kompjuteri ne mogu da urade (1972; 1979; 1992) i Um nad mašinom (1986), izneo je pesimističnu procenu napretka veštačke inteligencije i kritiku filozofske osnove oblasti. Drajfusove primedbe razmatraju se u većini uvoda u filozofiju veštačke inteligencije, uključujući Russell & Norvig (2021), standardni udžbenik VI, i u Fearn (2007), pregledu savremene filozofije.
Drajfus je tvrdio da ljudska inteligencija i stručnost zavise prvenstveno od nesvesnih procesa, a ne od svesne simboličke manipulacije, i da ove nesvesne veštine nikada ne mogu biti u potpunosti obuhvaćene formalnim pravilima. Njegova kritika je bila zasnovana na uvidima modernih kontinentalnih filozofa kao što su Merlo-Ponti i Hajdeger, i bila je usmerena na prvi talas istraživanja veštačke inteligencije koji je koristio formalne simbole visokog nivoa za predstavljanje stvarnosti i pokušavao da svede inteligenciju na manipulaciju simbolima.
Kada su Drajfusove ideje prvi put predstavljene sredinom 1960-ih, naišle su na podsmeh i otvoreno neprijateljstvo. Do 1980-ih, međutim, mnoge od njegovih perspektiva su ponovo otkrili istraživači koji su radili u robotici i novom polju konekcionizma – pristupima koji se sada nazivaju „podsimboličkim“ jer izbegavaju naglasak ranog istraživanja veštačke inteligencije na simbolima visokog nivoa. U 21. veku, pristupi mašinskom učenju zasnovani na statistici simuliraju način na koji mozak koristi nesvesni proces da opaža, primeti anomalije i donosi brze odluke. Ove tehnike su veoma uspešne i trenutno se široko koriste i u industriji i u akademskim krugovima. Istoričar i istraživač veštačke inteligencije Danijel Krevije piše: „Vreme je dokazalo tačnost i pronicljivost nekih Drajfusovih komentara.“ Drajfus je 2007. rekao: „Mislim da sam pobedio i gotovo je — oni su odustali.“

## Literatura
- Brooks, Rodney (1990), „Elephants Don't Play Chess” (PDF), Robotics and Autonomous Systems, 6 (1–2): 3—15, CiteSeerX 10.1.1.588.7539 , doi:10.1016/S0921-8890(05)80025-9, Приступљено 30. 8. 2007
- Crevier, Daniel (1993). AI: The Tumultuous Search for Artificial Intelligence. New York, NY: BasicBooks. ISBN 0-465-02997-3.
- Dreyfus, Hubert (1965), Alchemy and AI, RAND Corporation
- Dreyfus, Hubert (1972), What Computers Can't Do, New York: MIT Press, ISBN 978-0-06-090613-9
- Dreyfus, Hubert (1979), What Computers Can't Do, New York: MIT Press, ISBN 978-0-06-090624-5.
- Dreyfus, Hubert; Dreyfus, Stuart (1986), Mind over Machine: The Power of Human Intuition and Expertise in the Era of the Computer, Oxford, U.K.: Blackwell.
- Dreyfus, Hubert (1992), What Computers Still Can't Do, New York: MIT Press, ISBN 978-0-262-54067-4
- Fearn, Nicholas (2007), The Latest Answers to the Oldest Questions: A Philosophical Adventure with the World's Greatest Thinkers, New York: Grove Press, ISBN 9780802143471.
- Gladwell, Malcolm (2005), Blink: The Power of Thinking Without Thinking, Boston: Little, Brown, ISBN 978-0-316-17232-5.
- Hawkins, Jeff; Blakeslee, Sandra (2005), On Intelligence, New York, NY: Owl Books, ISBN 978-0-8050-7853-4.
- Hearst, Marti A.; Hirsh, Haym; Bundy, A.; Berliner, H.; Feigenbaum, E.A.; Buchanan, B.G.; Selfridge, O.; Michie, D.; Nilsson, N. (2000), „AI's Greatest Trends and Controversies”, IEEE Intelligent Systems, 15 (1): 8—17, doi:10.1109/5254.820322.
- Horst, Steven (јесен 2005), „The Computational Theory of Mind”,  Ур.: Zalta, Edward N., The Stanford Encyclopedia of Philosophy.
- Kahneman, Daniel (2011), Thinking, Fast and Slow, Farrar, Straus and Giroux, ISBN 978-0374275631, OCLC 706020998
- Kurzweil, Ray (2005), The Singularity is Near, New York: Viking Press, ISBN 978-0-670-03384-3.
- McCorduck, Pamela (2004), Machines Who Think (2nd изд.), Natick, MA: A. K. Peters, Ltd., ISBN 1-56881-205-1
- Moravec, Hans (1988), Mind Children, Harvard University Press, ISBN 978-0-674-57616-2.
- Newell, Allen; Simon, H. A. (1963), „GPS: A Program that Simulates Human Thought”,  Ур.: Feigenbaum, E.A.; Feldman, J., Computers and Thought, New York: McGraw-Hill
- Russell, Stuart J.; Norvig, Peter. (2021). Artificial Intelligence: A Modern Approach (4th изд.). Hoboken: Pearson. ISBN 9780134610993. LCCN 20190474.
- Turing, Alan (октобар 1950), „Computing Machinery and Intelligence”, Mind, LIX (236): 433—460, ISSN 0026-4423, doi:10.1093/mind/LIX.236.433.